# Собор Петра и Павла (Саратов)
Собо́р Святы́х Апо́столов Петра́ и Па́вла — католический храм в Саратове, кафедральный собор епархии Святого Климента, возглавляемой епископом Клеменсом Пиккелем.

## Исторические католические храмы Саратова
Саратов, как центр немцев Поволжья, был в то же время и одним из самых больших центров католичества в Российской империи. Первая католическая церковь города была деревянной и была построена в 1805 году в Немецкой слободе. В 1856 году Саратов стал центром Тираспольской епархии, здесь была основана семинария, а церковь получила статус собора.
Поскольку ветхая деревянная постройка мало подходила на роль кафедрального собора, в 1873 году был заложен новый каменный храм на Немецкой улице (ныне пр. Столыпина). Его строительство продолжалось 8 лет, в 1881 году собор был освящён во имя Святого Климента, папы римского. Кафедральный собор был возведён в псевдороманском стиле по проекту архитектора Грудистова. Его украшали две высокие колокольни, внутренний интерьер был богато отделан, своды были расписаны фресками, а в окна вставлены витражи.
В 1935 году собор был закрыт, убранство разграблено. Колокольни собора были разобраны, а остальное здание перестроено и приспособлено под детский кинотеатр «Пионер».

## Современный собор
После восстановления нормальной деятельности Католической церкви в России 14 апреля 1992 года в Саратове вновь был зарегистрирован католический приход, который окормлялся священниками-салезианцами. Здание бывшего собора не было возвращено католической общине, но городская администрация выделила землю для строительства нового собора, а также помещение для временной часовни на тот период, пока идёт строительство.
26 ноября 1995 года архиепископ Тадеуш Кондрусевич освятил часовню во имя Божией Матери Фатимской, устроенную в здании, расположенном напротив бывшего кафедрального собора. Строительство нового храма, однако, столкнулось с серьёзными трудностями, связанными с тяжёлыми гидрологическими условиями участка близ берега Волги. Лишь к концу 1997 года было завершено строительство фундамента и начато возведение стен. В ноябре 1998 года в ещё недостроенном соборе была отслужена первая месса. Наконец, 15 октября 2000 года Апостольский нунций в России Георг Цур освятил новое здание собора во имя святых апостолов Петра и Павла. Архитектура собора в стиле модернизм необычна — фасад имеет полукруглую форму с шестью треугольными окнами. Над фасадом — большой крест. К основному кораблю собора пристроены полукруглые боковые строения.
С 2002 года новый храм имеет статус кафедрального собора епархии Святого Климента в Саратове. В октябре 2010 года торжественно отмечалось десятилетие освящения нового собора.